# Nekropola Pantalika
Nekropola Pantalika v jugovzhodni Siciliji v Italiji je skupina pokopališč s kamnitimi grobovi iz 7. do 13. stoletja pred našim štetjem. Tukaj naj bi bilo več kot 5000 grobov, čeprav najnovejša ocena kaže, da jih je malo manj kot 4000. Razteza se okoli pobočja velikega predela na križišču reke Anapo s pritokom Calcinara, približno 23 kilometrov severozahodno od Sirakuz. Leta 2005 je bila Pantalika skupaj z mestom Sirakuze uvrščena na Unescov seznam svetovne dediščine. 

## Geografija
Pantalika je na apnenčastem pobočju, obkrožena z globoko sotesko, ki sta jo oblikovali reki Anapo in Calcinara med mestoma Ferla in Sortino na jugovzhodnem delu Sicilije. Poleg arheološkega pomena je zanimiv tudi naravni rezervat (Riserva Naturale Orientata Pantalica), ki ima raznovrstno lokalno floro in favno ter naravne jame, predvsem jamo netopirjev (Grotta dei Pipistrelli). Različne poti olajšajo dostop obiskovalcem skupaj z železniško progo (razstavljeno leta 1956) vzdolž dna doline Anapo. V neposredno bližino se da pripeljati z avtomobilom iz Ferle, mogoče pa se je tudi sprehoditi po stari mulatjeri s parkirnega mesta ob cesti iz Sortine in prečkati potok Calcinara.

## Zgodovina
V 13. stoletju pr. n. št. so bile nekatere sicilijanske obalne naselbine opuščene, verjetno zaradi prihoda Sikulov na otok in neprimernih razmer za naselitev. V hribovitih obalnih zaledjih so se pojavila nova velika območja, kot je Pantalika, verjetno izbrana iz obrambnih razlogov. 
Pantalika je očitno cvetela že okoli 600 let, od približno 1250 do 650 pred našim štetjem. Ime mesta verjetno izvira iz zgodnjega srednjega veka ali arabskega obdobja. Staro ime mesta je nejasno, vendar ga nekateri arheologi povezujejo s Hiblo po sikulskem kralju Hiblonu, ki ga je omenil Tukidid v povezavi z ustanovitvijo zgodnje grške kolonije pri Megari Hibleji leta 728 pr. n. št. Več stoletij pred grško kolonizacijo je bila Pantalika nedvomno eden glavnih krajev vzhodne Sicilije, ki je prevladovala na okoliškem ozemlju, vključno z manjšimi naselji. Zdi se, da je bila približno leta 650 pr. n. št. žrtev širitve mesta Sirakuze, ki je v tem času ustanovilo oporišče v kraju Akre (pri mestu Palazzolo Acreide). Kljub temu je bilo v klasični antiki še vedno zasedeno, saj so potrjene najdbe 4. in 3. stoletja pred našim štetjem (helenistično obdobje), pa tudi v poznih antičnih ali bizantinskih obdobjih. Po 12. stoletju je bilo verjetno v glavnem zapuščeno in zasenčeno s Sortino.
Ostanki, ki so danes vidni, sestavljajo predvsem številne prazgodovinske grobnice, ki so vklesane v apnenčasto kamnino, včasih s preddverjem ali krajšim vhodnim hodnikom pred grobnico, prvotno zaprto s kamni ali ploščo. Je tudi nekaj več skalnatih hiš z nejasno datacijo, za katere se pogosto misli, da so bizantinske, vendar so verjetno starejše. Prav tako je sporen tako imenovan anaktoron ali knežja palača, ki je v bližini vrha hriba. Nekateri arheologi, ki so sprva mislili, da so jo zgradili v pozni bronasti dobi in so jih navdihnile palačne stavbe grške (mikenske) bronaste dobe, so bili pozneje bolj prepričani, da so iz bizantinskega obdobja. Ostanki velikega jarka, vrezanega v apnenec, so jasno vidni na Filiportu na zahodni strani pobočja, najbližje Ferli. Ta verjetno izvira iz 4. stoletja pred našim štetjem in je obrambno delo grškega vojaškega oblikovanja, verjetno v skladu s politiko Dionizija iz Sirakuz, in je bil namenjen zagotavljanju povezave z zaledjem. Tri majhne srednjeveške kamnite kapelice so znane kot Grotta del Crocifisso (blizu severnega pokopališča), Grotta di San Nicolicchio (na južni strani) in Grotta di San Micidario (na Filiportu) in ohranjajo zelo blede sledi fresk ter potrjujejo, da so bile tu manjše samostanske skupnosti.
Mesto je bilo v glavnem izkopano med letoma 1895 in 1910, izkopaval je italijanski arheolog Paolo Orsi. Večina grobov je bila oplenjena še pred njegovim prihodom. Najdbe, ki jih je izkopal Orsi, so na ogled v Arheološkem muzeju v Sirakuzah. To so značilno rdeče žgana lončena posoda in kovinski predmeti, orožje (majhni noži in bodala) ter okraski, kot so bronaste fibule (broške) in obroči, ki so bili položeni s pokojniki v grobnico. V večini grobnic je bil eden do sedem posameznikov vseh starosti in obeh spolov. Mnogi grobovi so bili očitno ponovno odprti občasno za več pokopov. Povprečna človeška življenjska doba v tem času je bila verjetno okrog 30 let. Velikost prazgodovinskega prebivalstva je težko oceniti iz razpoložljivih podatkov, vendar je morda štela 1000 ljudi ali več.

## Glavni spomeniki
Pantalika obsega pet pokopališč na velikem območju.
- Nekropola Filiporto: sestavlja jo skoraj 1000 grobov, ki so na jugozahodni strani pobočja (dostop do ceste iz Ferle). Na istem območju so ostanki obrambnega kamnitega jarka iz poznejšega obdobja (verjetno 4. stoletje pred našim štetjem), ki sega prečno na sam vrh.
- Nekropola na severozahodu je ena od prvih (12. do 11. st. pr. n. št.), ki jo prečka cesta s Ferme.
- Nekropola Cavetta ima grobnice in kamninske hiše iz prazgodovine in kasnejših obdobij, ki jih je mogoče videti s ceste in oglednih ploščadi.
- Severna nekropola je spektakularno pokopališče okoli 1000 grobov v zelo strmem pobočju s pogledom na reko Calcinara, kar najbolje vidimo s poti, ki prihaja iz Sortina, in z ogledne ploščadi blizu poti. Ostanki velikih kamnitih naselij so na položnejših pobočjih na vzhodu.
- Južna nekropola se razprostira vzdolž reke Anapo več kot 1 kilometer in je zlahka vidna s poti na dnu doline (pot vodi do nje iz anaktorona). V stari, a obnovljeni, železniški postaji imajo informacije o lokalnih živalskih in rastlinskih znamenitostih.

Na vrhu hriba je anaktoron (mikenska knežja palača), večstanovanjska stavba iz velikih blokov z različnimi pravokotnimi prostori, ki jih je v 19. stoletju izkopal Paolo Orsi. Njegov izvor je nejasen, vendar se je v bizantinskem obdobju gotovo uporabljal, kar potrjujejo strešne in keramične ploščice. Ker na hribu niso bile najdene nobene druge prazgodovinske hiše, saj je precej erodiran, lokacija prvotnih prazgodovinskih stanovanjskih prostorov ostaja nejasna. Lahko so bile različne skupine prebivališč, povezana z vsemi večjimi pokopališči.